# Fontaines-Saint-Martin
Fontaines-Saint-Martin ist eine französische Gemeinde mit 3.070 Einwohnern (Stand: 1. Januar 2022) in der Métropole de Lyon in der Region Auvergne-Rhône-Alpes. Fontaines-Saint-Martin gehört zum Arrondissement Lyon und bis 2015 zum Kanton Neuville-sur-Saône. Die Einwohner werden Saint-Martinois genannt.

## Geographie
Fontaines-Saint-Martin liegt 17 Kilometer nördlich des Stadtzentrums von Lyon, nahe dem östlichen Ufer der Saône. Der Bach Ruisseau des Échets begrenzt die Gemeinde im Norden. 

### Nachbargemeinden
Umgeben wird Fontaines-Saint-Martin von den Nachbargemeinden Fleurieu-sur-Saône im Norden, Cailloux-sur-Fontaines im Osten und Nordosten, Sathonay-Village im Südosten, Fontaines-sur-Saône im Süden sowie Rochetaillée-sur-Saône im Westen.

## Geschichte
Von 1245 bis 1850 lautete der Name der Ortschaft noch Saint-Martin de Fontaines. Angeblich soll der Ort durch den heiligen Martin von Tours um 377 gegründet worden sein. 

### Bevölkerungsentwicklung
| Jahr                       | 1962 | 1968 | 1975 | 1982 | 1990 | 1999 | 2006 | 2011 |
| Einwohner                  | 1026 | 1306 | 1826 | 2056 | 2124 | 2721 | 2702 | 2060 |
| Quellen: Cassini und INSEE |      |      |      |      |      |      |      |      |

## Sehenswürdigkeiten
- Kirche, angeblich vom Heiligen Martin 377 begründet, Kapelle aus dem 9. Jahrhundert
- Schloss Buisson mit Portal (Monument historique)

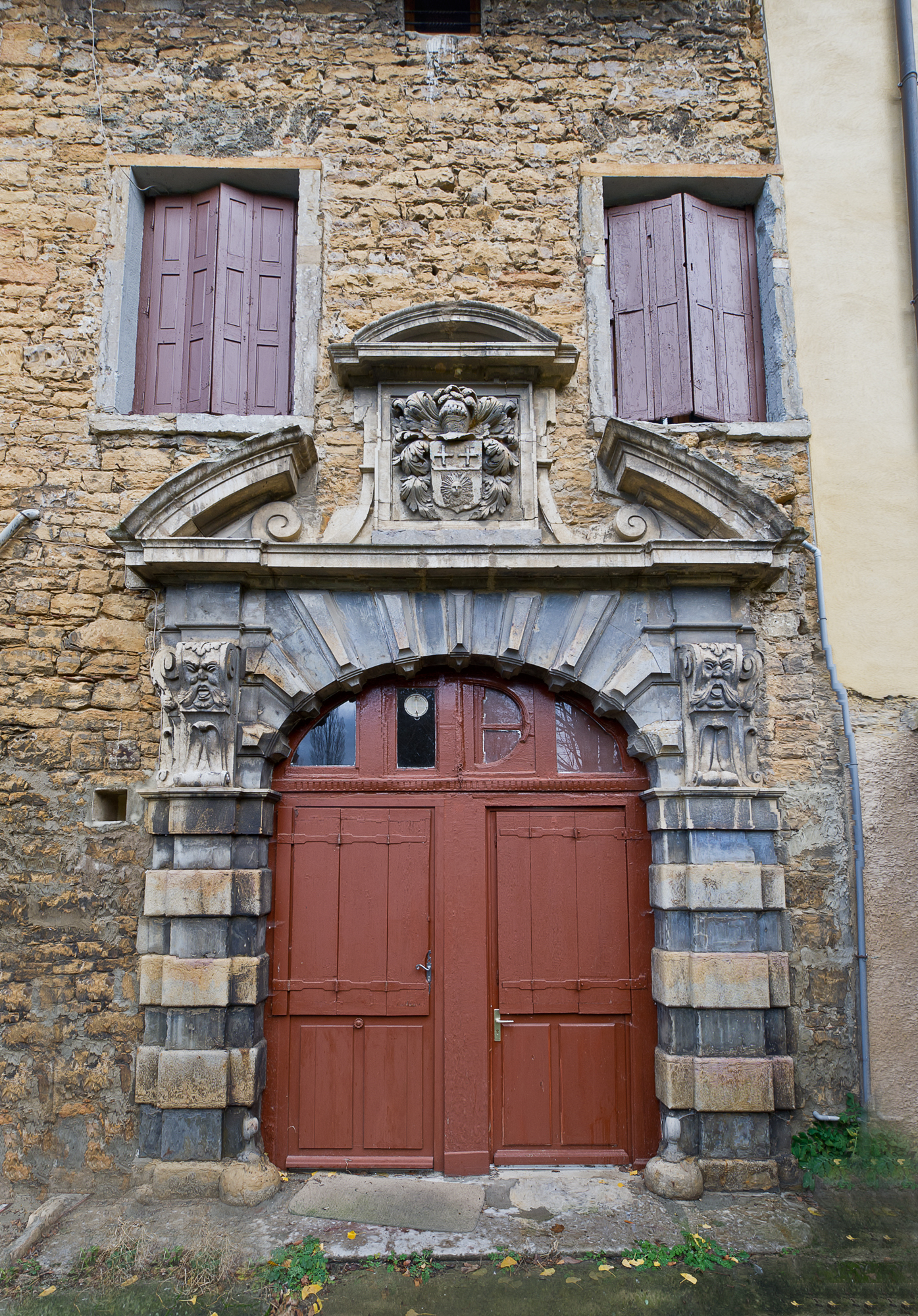
Portal des Schlosses Buisson

- Mühle

## Persönlichkeiten
- Louis Borgex (1873–1959), Maler und Karikaturist